# Netušil (rybník, Choceň)
Rybník Netušil je velký rybník o rozloze vodní plochy asi 4,5 ha, zhruba trojúhelníkovitého tvaru o rozměrech asi 350 × 200 m, nalézající se polích na bezejmenném potoce asi 2 km jihovýchodně od centra obce Sruby v okrese Ústí nad Orlicí. Leží však v katastru města Choceň. Rybník Netušil je součástí soustavy dvou rybníků - druhým rybníkem je Rutník. Zakreslen je již na mapovém listě č. 149 z prvního vojenského mapování z let 1764–1768. 
Rybník je využíván pro chov ryb.

## Galerie

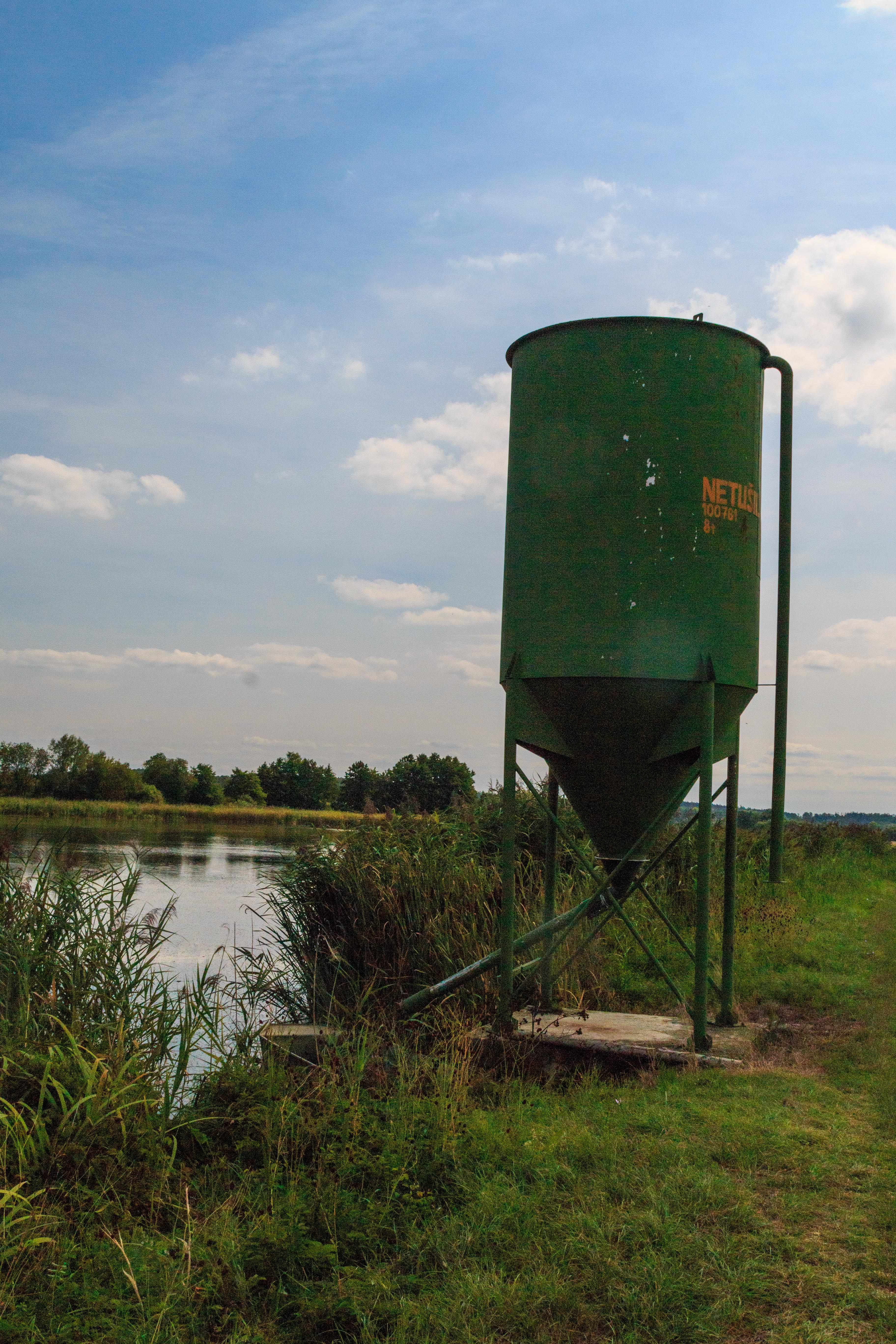
Pohled na rybník Netušil
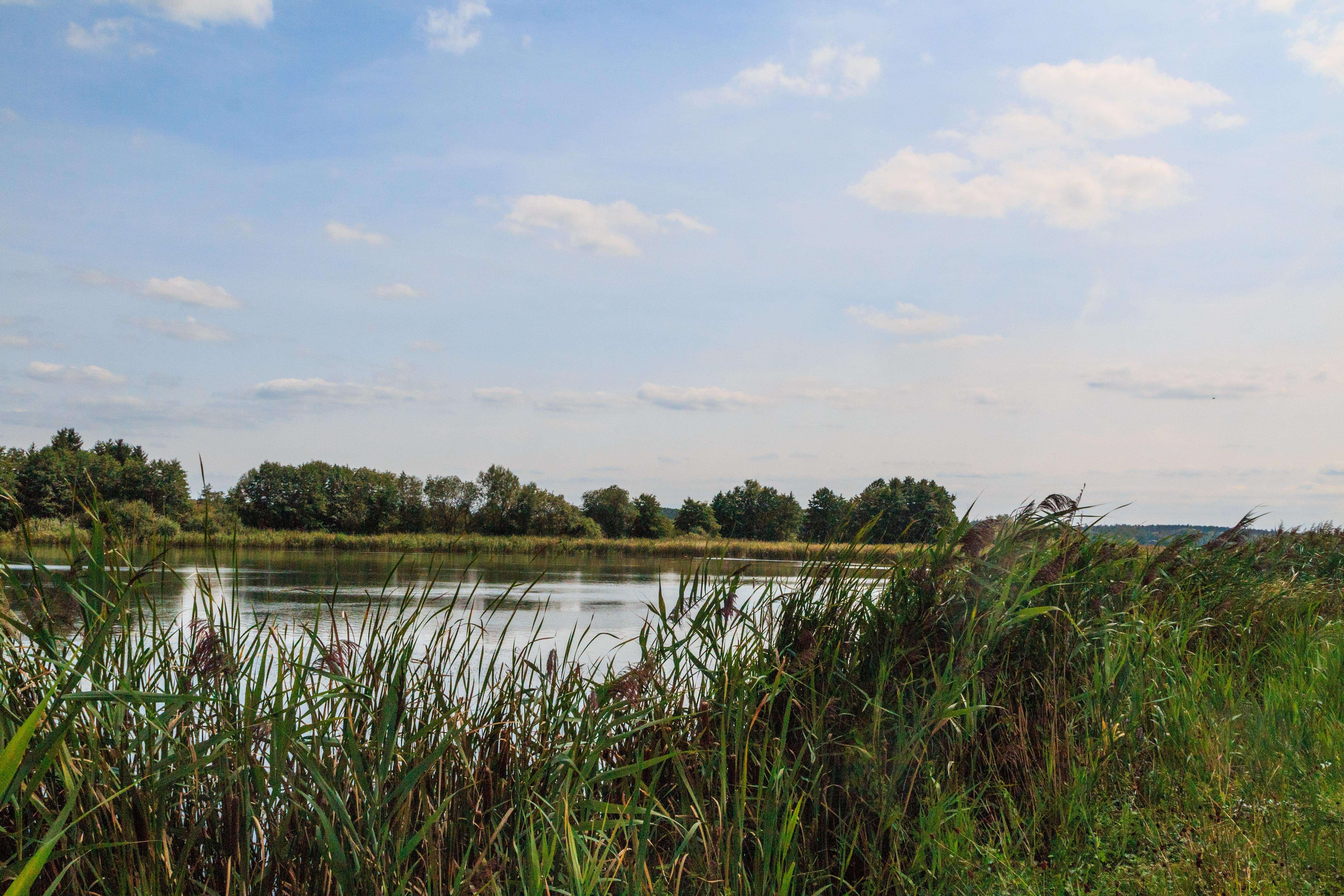
Pohled na rybník Netušil
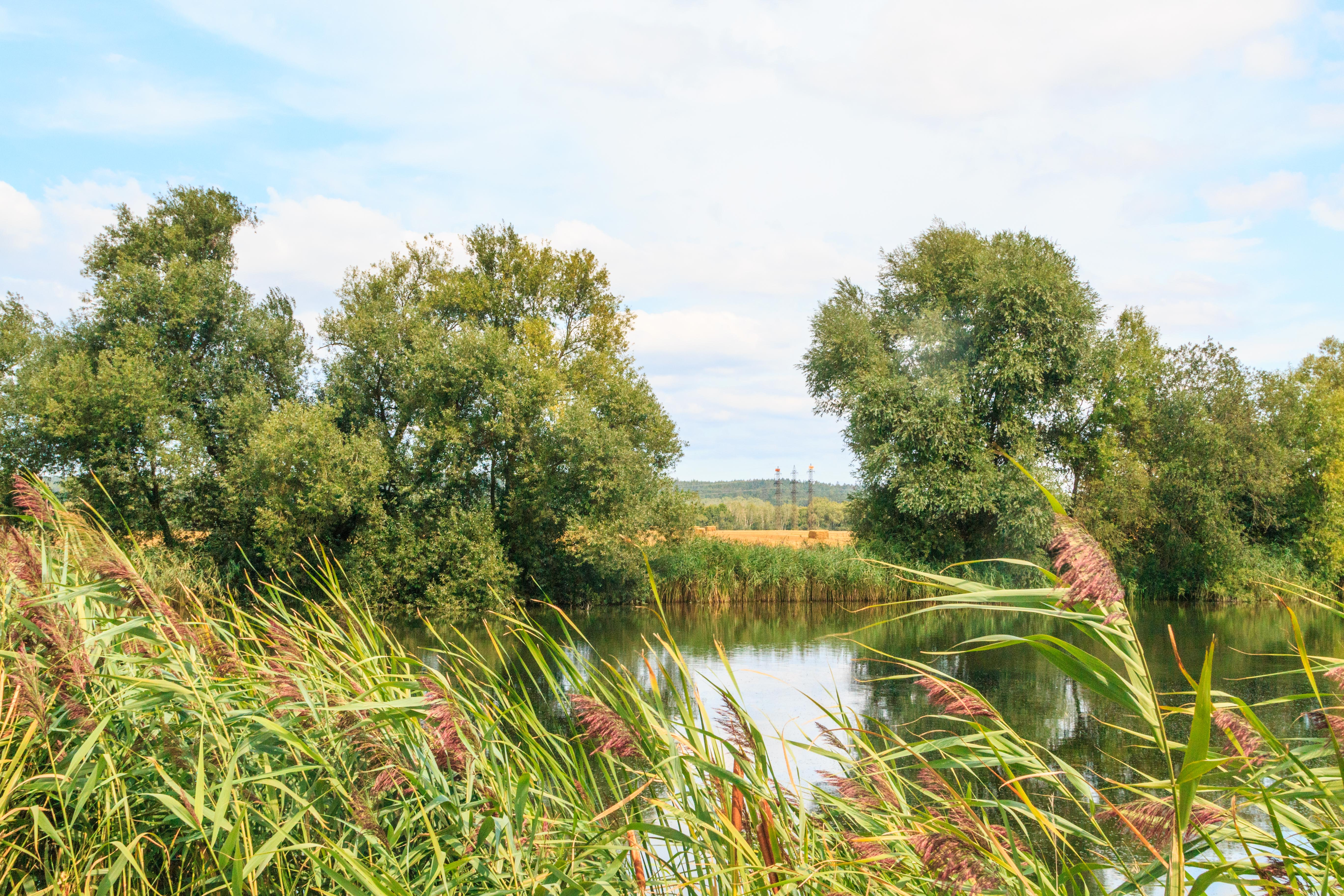
Pohled na rybník Netušil
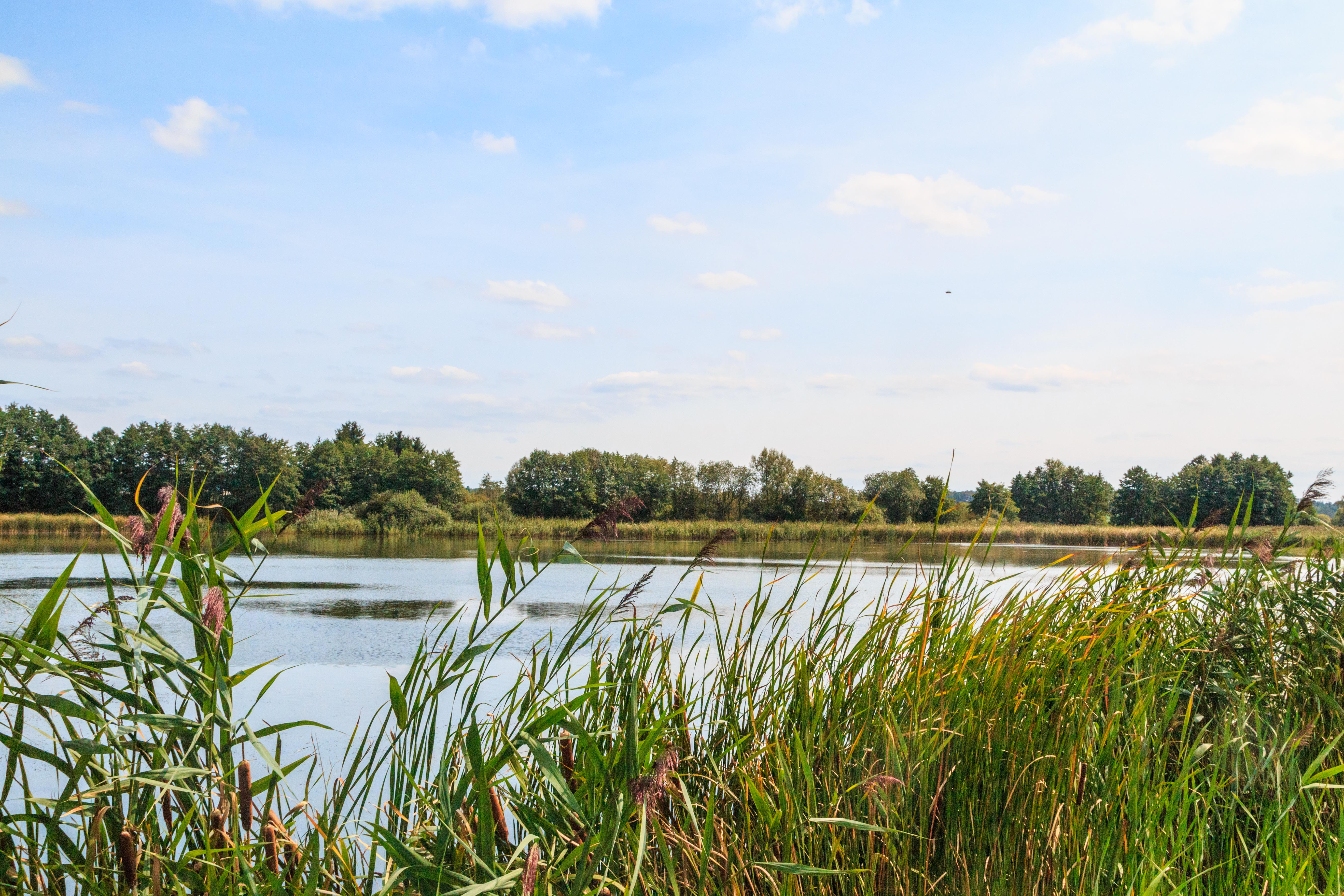
Pohled na rybník Netušil
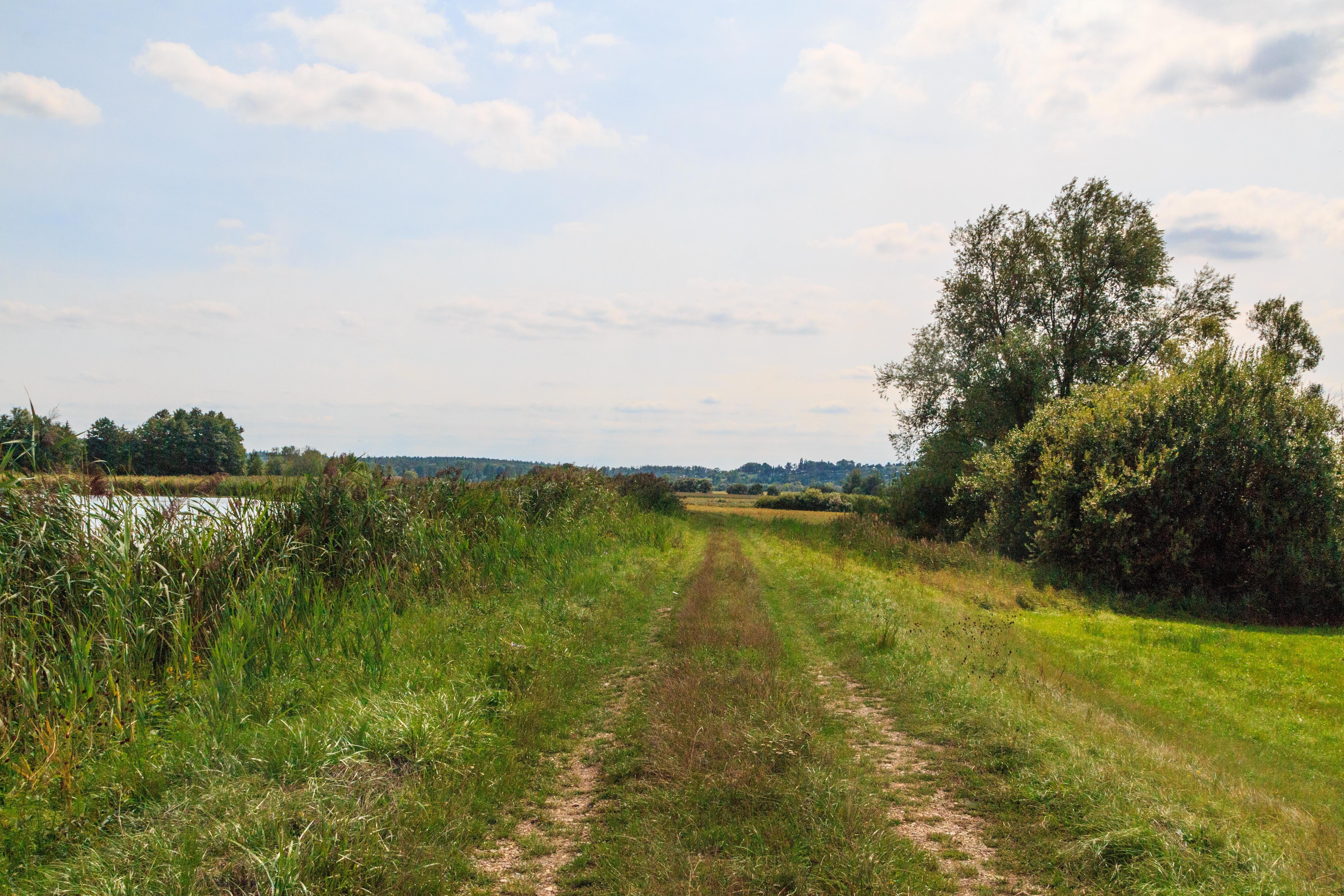
Pohled na rybník Netušil